# Ruben Zepuntke
Ruben Zepuntke (Düsseldorf, 29 januari 1993) is een voormalig Duits wielrenner.

## Overwinningen
2010
 Duits kampioen ploegenachtervolging, Junioren (met Lucas Liss, Hans Pirius en Justin Wolf)
2011
2e etappe Vredeskoers, Junioren
 Duits kampioen ploegenachtervolging, Junioren (met Nils Politt, Stefan Schneider en Nils Schomber)
 Duits kampioen tijdrijden, Junioren
2012
Proloog Ronde van Thüringen (ploegentijdrit)
2014
1e etappe Ronde van Alberta
2016
1e etappe Ronde van Tsjechië (ploegentijdrit)

## Resultaten in voornaamste wedstrijden
| Jaar | Ronde van Italië | Ronde van Frankrijk | Ronde van Spanje |
| ---- | ---------------- | ------------------- | ---------------- |
| 2015 |                  |                     |                  |

| Jaar | Gent-Wevelgem | Ronde van Vlaanderen | Parijs-Roubaix |
| ---- | ------------- | -------------------- | -------------- |
| 2015 | opgave        | 113e                 | opgave         |

## Ploegen
- 2012 –  Rabobank Continental Team
- 2013 –  Rabobank Development Team
- 2014 –  Bissell Development Team
- 2015 –  Team Cannondale-Garmin
- 2016 –  Cannondale-Drapac Pro Cycling Team [a]
- 2017 –  Development Team Sunweb

1. ↑  Tot 30 juni heette de ploeg Cannondale Pro Cycling Team, maar na het aantrekken van Drapac als cosponsor werd de naam per direct veranderd.